# Distrikt Pampacolca
Der Distrikt Pampacolca liegt in der Provinz Castilla in der Region Arequipa in Südwest-Peru. Der Distrikt besitzt eine Fläche von 266 km². Beim Zensus 2017 wurden 2152 Einwohner gezählt. Im Jahr 1993 lag die Einwohnerzahl bei 3940, im Jahr 2007 bei 3171. Die Distriktverwaltung befindet sich in der 2950 m hoch gelegenen Ortschaft Pampacolca mit 1513 Einwohnern (Stand 2017). Pampacolca liegt etwa 40 km nordnordwestlich der Provinzhauptstadt Aplao.

## Geographische Lage
Der Distrikt Pampacolca liegt in der Cordillera Volcánica im äußersten Westen der Provinz Castilla. Im äußersten Norden erhebt sich der 6425 m hohe Vulkan Nevado Coropuna. Das Areal wird nach Süden zum Río Colca entwässert.
Der Distrikt Pampacolca grenzt im äußersten Süden an den Distrikt Iray, im Westen an den Distrikt Chuquibamba, im Nordwesten an den Distrikt Andaray, im äußersten Norden an den Distrikt Salamanca (alle vier zuvor genannten Distrikte gehören zur Provinz Condesuyos), im Nordosten an den Distrikt Viraco sowie im Südosten an den Distrikt Tipán.

## Ortschaften
Im Distrikt gibt es neben dem Hauptort folgende größere Ortschaften:
- Escaura
- Huancor
- Obraspampa
- Piscopampa
- Puca
- Quiscata
- Río Blanco
- Ruruca
- San Antonio
- Sihuarpo
- Tuhualqui
- Yato